# Невидљива чудовишта
Невидљива чудовишта (енгл. Invisible Monsters) је контроверзни роман америчког писца Чака Поланика. Иако је требало да буде његов први објављени роман, издавачи су првобитно одбили да књигу објаве сматрајући да је тематика исувише узнемирујућа. Тек након планетарног успеха Борилачког клуба (енг. Fight Club) и брзо стеченог култног статуса и књиге и филма, издавачи су се усудили да објаве и Невидљива чудовишта (1999). Роман је такође адаптиран у графички роман (аутор је Габор Киш), а филмска адаптација је у току. 
На српском језику Невидљива чудовишта, у преводу Александра Милајића, објављује издавачка кућа FESTINA LENTE„FESTINA LENTE“ из Београда. Следећи традицију претходно објављених превода романа овога аутора на српски језик, (Преживели (2001) и Загрцнут (2003) у издању „Лагуне“ и Борилачки клуб (2011) у издању „Библионера“ из Бање Луке), име аутора се наводи као Чак Палахњук, иако је исправно Чак Поланик. 

## Филм
MacLaren Productions Inc. су откупили права за филмску адаптацију романа 2009. и према подацима са сајта IMDb, филм би требало да буде завршен 2013. године. Компанија је отворила сајт www.invisiblemonstersfilm.com као вид подршке за реализацију пројекта, преко кога посетиоци могу да искажу своју жељу да се филм сними остављајући контакт податке - име, место боравка и мејл адресу. Такође, основана је и фејсбук група подршке снимању филма под називом "Invisible Monsters Film".

## Популарна култура
Роман Невидљива чудовишта је инспирисао неколико аутора да му посвете песму. Песма ‘Brandy Alexander’ бенда The Walkmen појавила се на њиховом албуму A Hundred Miles Off из 2006. године и у филму У Брижу (In Bruges), са Колином Фарелом, Рејфом Фајнсом и Бренданом Глисоном у главним улогама. Бенд Panic! at the Disco снимио је песму ‘Time to Dance’ 2005. године, док је Motion City Soundtrack исте године објавио ‘Invisible Monsters’ као бонус песму на свом албуму Commit This to Memory.